# BEL 20

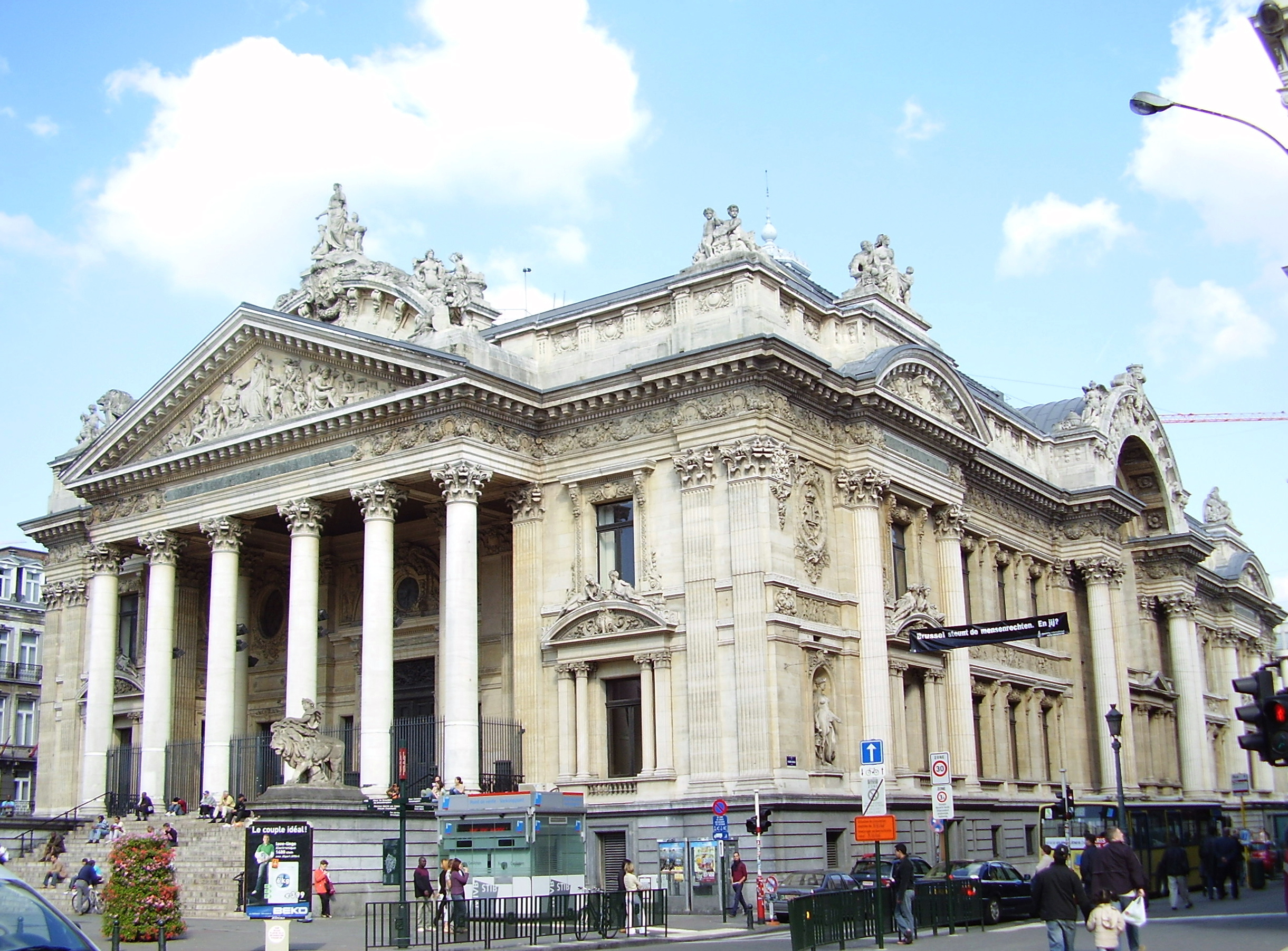
O edifício da Euronext Bruxelas.

O BEL20 é o principal índice de bolsa da Euronext Bruxelas. Em geral, este índice é composto por um mínimo de 10 e um máximo de 20 empresas negociadas na bolsa de valores de Bruxelas.

## Componentes

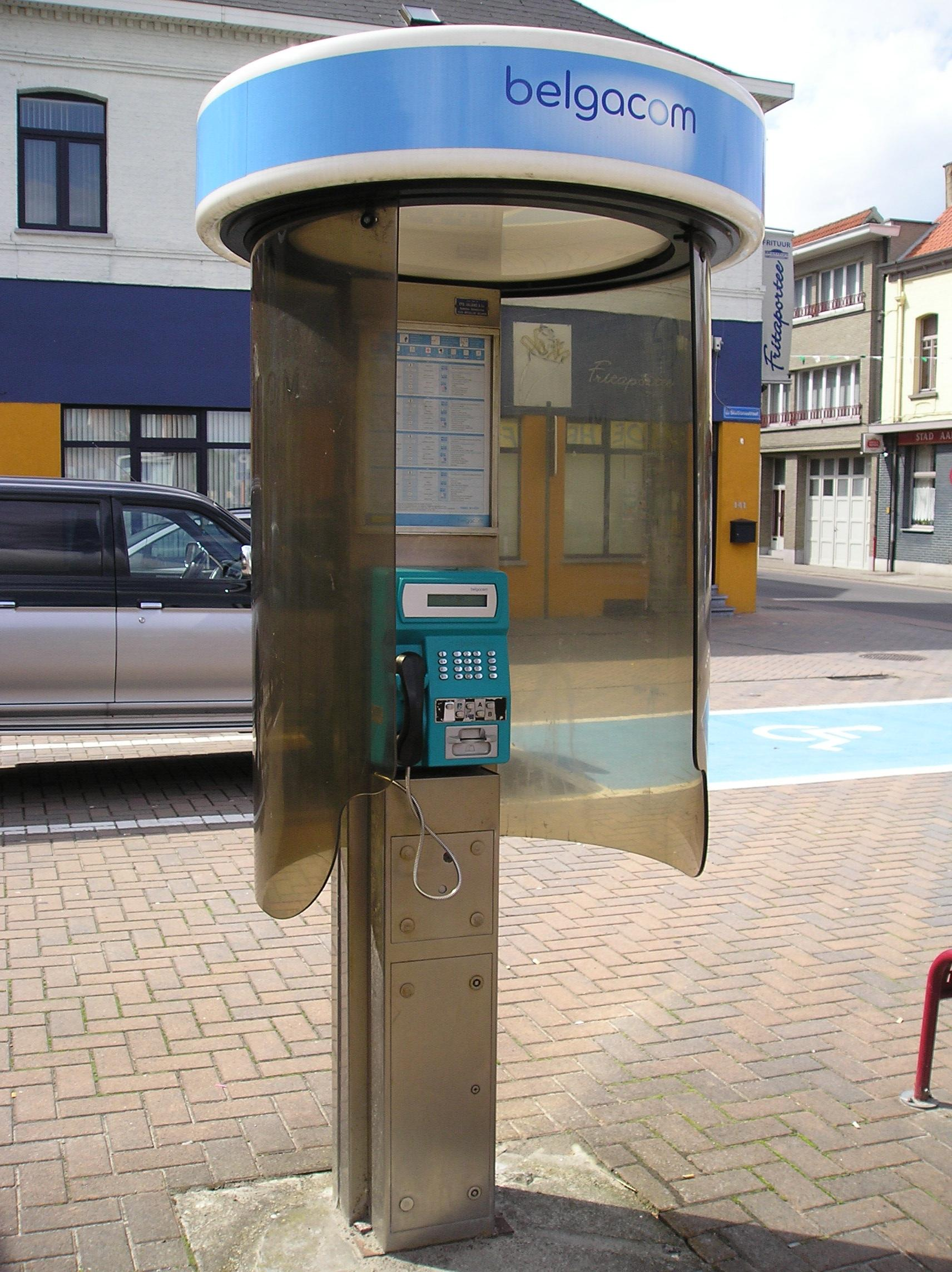
Telefone público da Belgacom em Lebbeke.

As 20 empresas listadas na tabela seguinte integram o índice BEL20 à data de 31 de Março de 2019.
| Empresa                | Sector segundo o ICB                | Logo | Peso no índice (%) |
| ---------------------- | ----------------------------------- | ---- | ------------------ |
| Ackermans & van Haaren | Serviços financeiros                |      | 2,57               |
| Ageas                  | Seguros de vida                     |      | 7,29               |
| Anheuser-Busch InBev   | Bebidas                             |      | 12,40              |
| Aperam                 | Metais industriais e mineração      |      | 1,14               |
| Argenx [fr]            | Farmacêuticas e biotecnologia       |      | 3,64               |
| Barco [en]             | Equipamento eléctrico e electrónico |      | 1,26               |
| Cofinimmo              | Fundos de investimento imobiliário  |      | 2,32               |
| Colruyt                | Retalho alimentar e de medicamentos |      | 2,91               |
| Galapagos NV [en]      | Farmacêuticas e biotecnologia       |      | 3,98               |
| GBL                    | Serviços financeiros                |      | 6,14               |
| ING Groep              | Bancos                              |      | 11,76              |
| KBC Group              | Bancos                              |      | 12,04              |
| Ontex [fr]             | Bens de uso pessoal                 |      | 1,16               |
| Proximus [fr]          | Telecomunicações de linha fixa      |      | 3,44               |
| Sofina [fr]            | Serviços financeiros                |      | 2,35               |
| Solvay                 | Produtos químicos                   |      | 5,83               |
| Telenet Group          | Media                               |      | 1,77               |
| UCB (empresa)          | Farmacêuticas e biotecnologia       |      | 8,51               |
| Umicore                | Produtos químicos                   |      | 7,29               |
| WDP                    | Fundos de investimento imobiliário  |      | 2,17               |

## Ligações Externas
- Composição do BEL-20 - Site oficial da Euronext
- Composição oficial de índice BEL20 (Euronext)